# Campeonato Africano de Atletismo de 2018 - 5000 m feminino
A prova dos 5000 metros feminino do Campeonato Africano de Atletismo de 2018 foi disputada no dia 2 de agosto, no Estádio Stephen Keshi,  em Asaba,  na Nigéria. 

## Recordes
Antes desta competição, os recordes mundiais e do campeonato nesta prova eram os seguintes:
|                       | Nome             | Nacionalidade | Tempo      | Local  | Data                |
| --------------------- | ---------------- | ------------- | ---------- | ------ | ------------------- |
| Recorde mundial       | Tirunesh Dibaba  | Etiópia       | 14m 11s 15 | Oslo   | 6 de junho de 2008  |
| Recorde do campeonato | Sheila Chepkirui | Quênia        | 15m 05s 45 | Durban | 23 de junho de 2016 |
| Recorde africano      | Tirunesh Dibaba  | Etiópia       | 14m 11s 15 | Oslo   | 6 de junho de 2008  |

## Medalhistas
| Ouro               | Prata                | Bronze              |
| Hellen Obiri (KEN) | Senbere Teferi (ETH) | Meskerem Mamo (ETH) |

## Cronograma
Todos os horários são locais (UTC+1). 
| Data        | Hora  | Evento |
| ----------- | ----- | ------ |
| 2 de agosto | 19:00 | Final  |

## Resultado final
| Posição           | Atleta                 | Nacionalidade                  | Tempo    | Notas |
| ----------------- | ---------------------- | ------------------------------ | -------- | ----- |
| Medalha de ouro   | Hellen Obiri           | Quênia                         | 15:47.18 |       |
| Medalha de prata  | Senbere Teferi         | Etiópia                        | 15:54.48 |       |
| Medalha de bronze | Meskerem Mamo          | Etiópia                        | 15:57.38 |       |
| 4                 | Hawi Feysa             | Etiópia                        | 15:59.23 |       |
| 5                 | Lilian Kasait Rengeruk | Quênia                         | 16:04.51 |       |
| 6                 | Loice Chemnung         | Quênia                         | 16:25.78 |       |
| 7                 | Dolchi Tesfu           | Eritreia                       | 16:46.94 |       |
| 8                 | Aminat Olowora         | Nigéria                        | 17:29.64 |       |
| 09 !              | Kaoutar Farkoussi      | Marrocos                       | DNF      |       |
| 10 !              | Kyondwa Katapala       | República Democrática do Congo | DNS      |       |
| 10 !              | Failuna Matanga        | Tanzânia                       | DNS      |       |
| 10 !              | Cavaline Nahimana      | Burundi                        | DNS      |       |

Legenda
| Recorde mundial       | Recorde mundial (World record)               |                       | Recorde africano                      | Recorde africano (African) |                                           | Q | Classificado por posição (Qualified) |
| Recorde do campeonato | Recorde do campeonato (Championship record)  | Recorde da América    | Recorde da América (Americas)         | q                          | Classificado por melhor tempo (Qualified) |   |                                      |
| Melhor marca do ano   | Melhor marca do ano (World leading)          | Recorde asiático      | Recorde asiático (Asian)              | DNS                        | Não largou (Did not start)                |   |                                      |
| Recorde nacional      | Recorde nacional (National record)           | Recorde europeu       | Recorde europeu (European)            | DNF                        | Não terminou (Did not finish)             |   |                                      |
| Recorde pessoal       | Recorde pessoal do atleta (Personal best)    | Recorde da Oceania    | Recorde da Oceania (Oceania)          | DSQ / DQ                   | Desclassificado (Disqualified)            |   |                                      |
| Recorde da temporada  | Recorde da temporada do atleta (Season best) | Recorde sul-americano | Recorde sul-americano (South America) | NM                         | Sem marca (No mark)                       |   |                                      |